# 鳥媒花
鳥媒花とは、鳥類を利用して花粉を運び、受粉する植物のことである。

## 概要
このような植物の花は、赤いものが約80パーセントを占める。花には模様が無いものが多く、鳥が止まりやすいよう、花器は固くなっている。虫媒花の植物に比べ花期が長く、匂いがほとんど無い。これは鳥の嗅覚が鈍いためである。蜜は大量に出し、味は割合薄くなっている。また、ほとんどが昼に花を咲かす。

## その利益
鳥媒花の植物は種類が少ないため、同じ種類の植物に花粉を運ばれる可能性が高い。また、鳥にとっても他の鳥と争うことが少なくなるという利点がある。

## 鳥媒花の植物
- アロエ
- アンズ
- ウメ
- オヒルギ
- 極楽鳥花
- サザンカ
- サルビア
- ツバキ
- デイゴ
- ノウセンカズラ
- ハイビスカス

## 鳥媒花に使われる鳥
- ハチドリ
- ハナドリ
- ミツドリ
- メジロ